# Corserey
Corserey (toponimo francese) è un comune svizzero di 422 abitanti del Canton Friburgo, nel distretto della Sarine.

## Monumenti e luoghi d'interesse

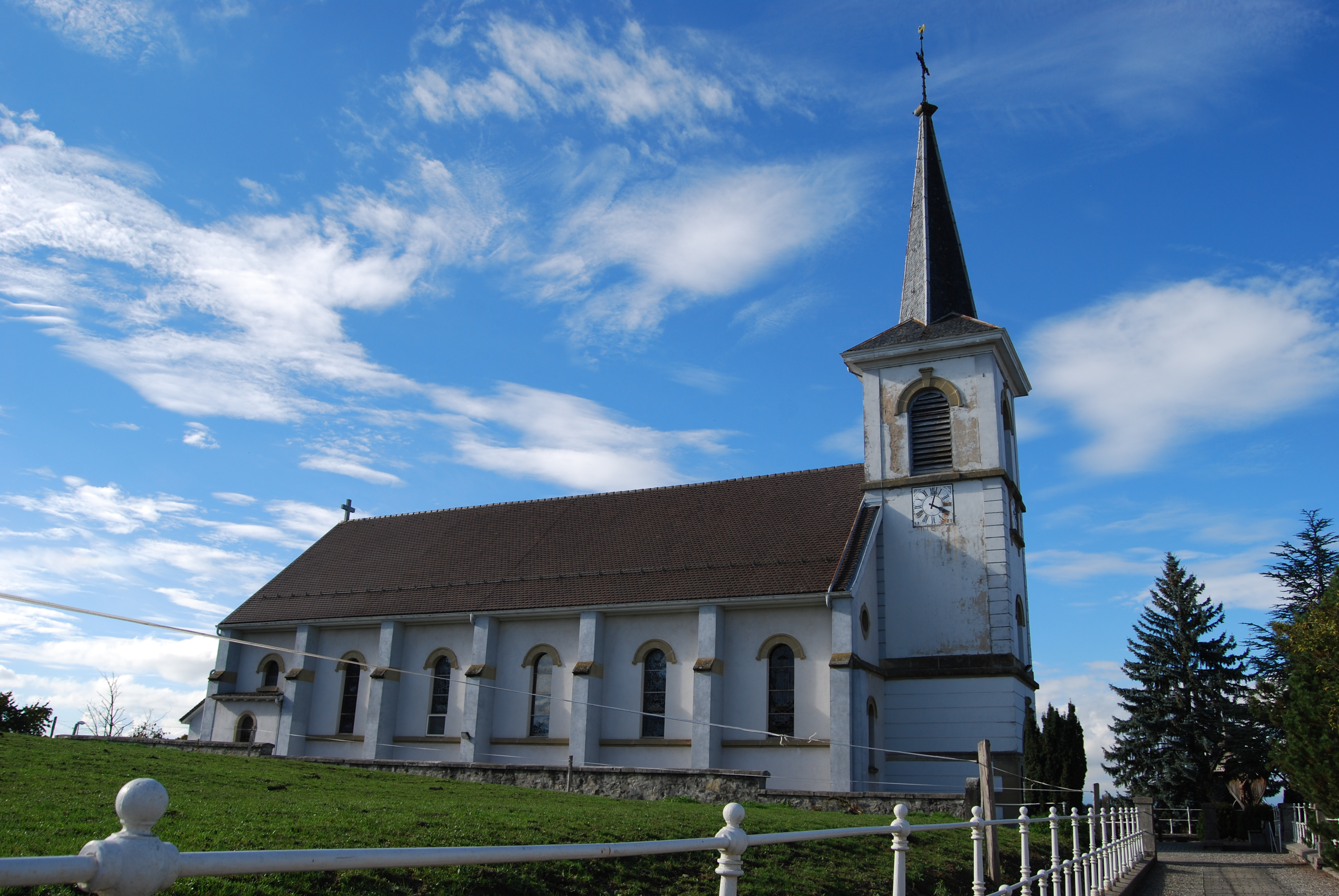
La chiesa cattolica di San Pietro

- Chiesa cattolica di San Pietro, eretta nel 1895[1].

## Società

### Evoluzione demografica
L'evoluzione demografica è riportata nella seguente tabella:
Abitanti censiti

## Amministrazione
Ogni famiglia originaria del luogo fa parte del comune patriziale che ha la responsabilità della manutenzione di ogni bene comune.